# 聖母帡幪和聖安德列主教座堂

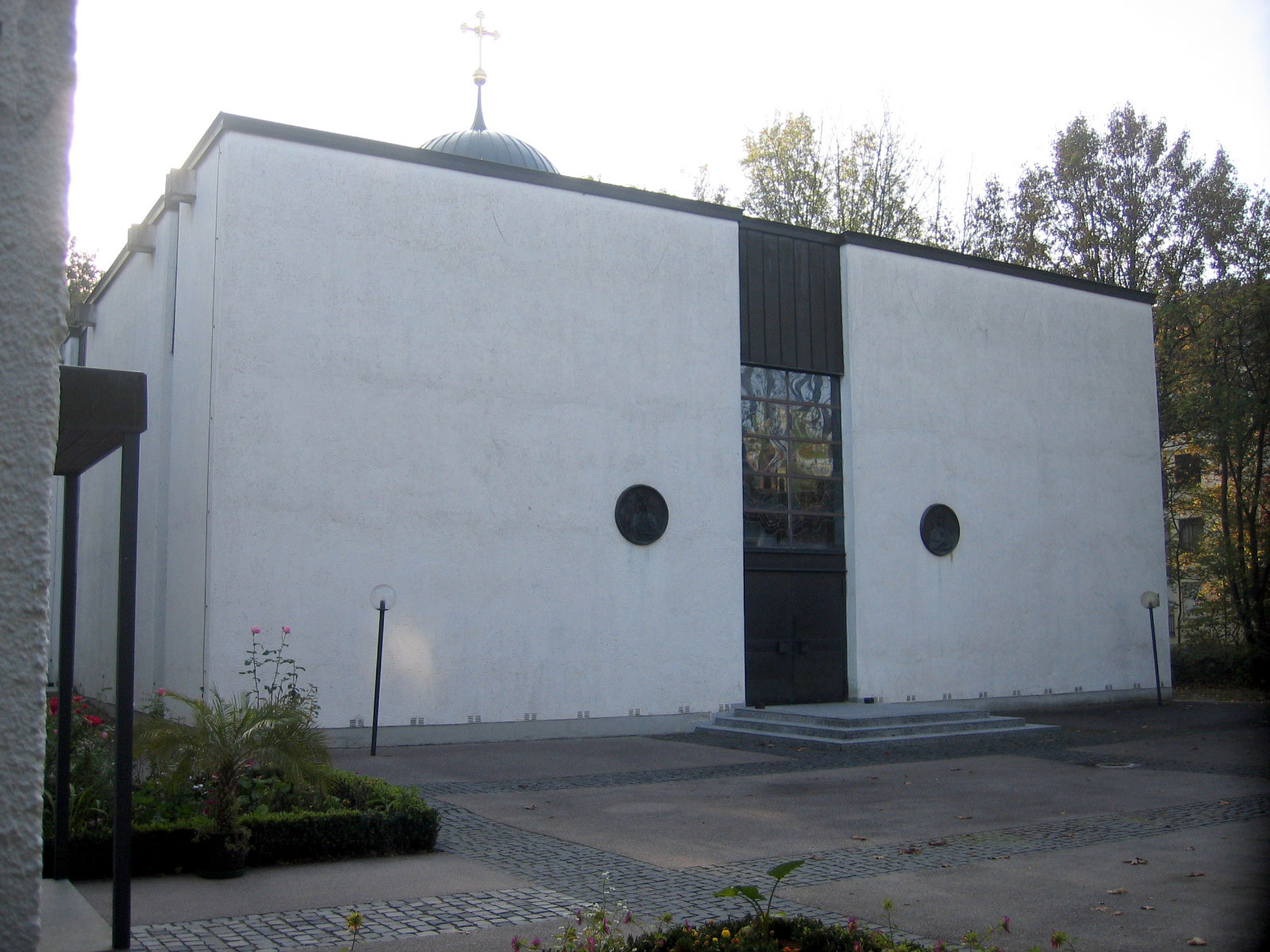

聖母帡幪和聖安德肋主教座堂（烏克蘭語：Собор Покрови Пресвятої Богородиці та Св. Андрія Первозванного）位于德国慕尼黑，是烏克蘭希臘禮天主教德國及斯堪地納維亞宗座代牧區的主教座堂。